# 亨德森-哈塞尔巴尔赫方程
亨德森-哈塞尔巴尔赫方程（Henderson-Hasselbalch equation）是化学中关于酸碱平衡的一个方程。该方程使用pKa（即酸解离常数）描述pH值的变化。它可以用来估算缓冲体系的pH。方程的创始人是美国化学家勞倫斯·約瑟夫·亨德森和丹麦科学家卡爾·阿爾伯特·哈塞爾巴爾赫。
若有弱酸HA离解如下：
{\displaystyle {\mbox{HA}}+{\mbox{H}}_{2}{\mbox{O}}\rightleftharpoons {\mbox{A}}^{-}+{\mbox{H}}_{3}{\mbox{O}}^{+}}
则方程写作：
{\displaystyle {\textrm {pH}}={\textrm {p}}K_{\textrm {a}}+\log {\frac {[{\textrm {A}}^{-}]}{[{\textrm {HA}}]}}}
又写作：
{\displaystyle {\textrm {pH}}={\textrm {p}}K_{\textrm {a}}+\log \left({\frac {[\mathrm {base} ]}{[\mathrm {acid} ]}}\right)}
其中A−是HA失去质子后的形式，即其共轭碱。中括号表示物质浓度。
若有碱离解如下：
{\displaystyle \mathrm {B} +\mathrm {H} ^{+}\rightleftharpoons \mathrm {BH} ^{+}}
则方程可根据写作：
{\displaystyle \mathrm {p} K_{\mathrm {b} }=-\log _{10}(K_{\mathrm {b} })=-\log _{10}\left({\frac {[\mathrm {O} \mathrm {H} ^{-}][\mathrm {HA} ]}{[\mathrm {A} ^{-}]}}\right)}，{\displaystyle K_{\mathrm {b} }}表示碱的离解常数。
类比可得：
{\displaystyle \mathrm {pOH} =\mathrm {p} K_{\mathrm {b} }+\log _{10}\left({\frac {[\mathrm {BH} ^{+}]}{[\mathrm {B} ]}}\right)}， {\displaystyle [\mathrm {BH} ^{+}]}表示B的共轭酸。
采用摄氏25度下酸度系数与碱度系数的关系的性质，可以推导出以下表示pH的公式：
{\displaystyle \mathrm {pH} =\mathrm {p} K_{\mathrm {a} }+\log _{10}\left({\frac {[\mathrm {B} ]}{[\mathrm {BH} ^{+}]}}\right)}

## 历史
1908年，劳伦斯·约瑟夫·亨德森在研究碳酸的缓冲能力时提出亨德森方程。1916年，卡尔·阿尔伯特·哈塞尔巴尔赫将其写为对数形式，并用于研究血液中碳酸引起的代谢性酸中毒。 （页面存档备份，存于）
亨德森方程的形式为：
{\displaystyle K={\frac {[{\textrm {H}}^{+}][{\textrm {HCO}}_{3}^{-}]}{[{\textrm {CO}}_{2}]}}}

## 原理
一元弱酸HA解离常数为Ka，则有
{\displaystyle K_{\textrm {a}}={\frac {[{\textrm {H}}^{+}][{\textrm {A}}^{-}]}{[{\textrm {HA}}]}}}
两侧取对数：
{\displaystyle \log _{10}K_{\textrm {a}}=\log _{10}[{\textrm {H}}^{+}]+\log _{10}\left({\frac {[{\textrm {A}}^{-}]}{[{\textrm {HA}}]}}\right)}
再把关于H+和Ka的项转化为负对数，因为pH和pKa较常用：
{\displaystyle -{\textrm {p}}K_{\textrm {a}}=-{\textrm {pH}}+\log _{10}\left({\frac {[{\textrm {A}}^{-}]}{[{\textrm {HA}}]}}\right)}
移项即得方程。
由此可见，如果体系中只有这一种平衡，且计算时各种物质均取活度（有效濃度）的话，该方程是无条件成立的。
然而实际体系中总有水的自偶电离，而且估算时常常会用浓度甚至分析浓度代替活度。故这种估算在溶液极稀、水的电离不能忽略的情况下（低于1mM）不成立，在离子强度过高的情况下不成立，在非HA-A−缓冲体系如强酸、强碱甚至过于偏离pKa的条件下也会有较大误差。

## 推论
在H-H方程成立的前提下，可以得出如下推论：
- 体系中，只要弱酸及其共轭碱的浓度相等，pH即确定为pKa，而与浓度无关。
- 缓冲体系，pH比pKa大1时，碱浓度是酸浓度的10倍。反之亦然。

## 参看
- 酸 - 碱
- 缓冲溶液
- 酸中毒 - 碱中毒
- 滴定